# Nermin Crnkić
Nermin Crnkić (* 31. August 1992 in Bosanski Novi; † 4. August 2023) war ein bosnisch-US-amerikanischer Fußballspieler.

## Karriere
Nachdem er als Kind mit seinen Eltern aus Bosnien und Herzegowina in die USA geflüchtet war, begann er bei den Michigan Bucks professionell Fußball zu spielen. Im Sommer 2013 wechselte er nach Europa und unterschrieb einen Vertrag beim tschechischen Erstligisten FK Jablonec. Nach wenigen Wochen wurde er für den Rest der Saison innerhalb der Liga an den 1. SC Znojmo ausgeliehen. Dort kam er auch zu seinem ersten Einsatz im Profibereich in Europa, als er am 8. Spieltag der Saison 2013/14 bei der 0:2-Heimniederlage gegen Sparta Prag eingewechselt wurde. 2015 stand er mit Jablonec im Finale des tschechischen Fußballpokals, unterlag dort aber nach Elfmeterschießen Slovan Liberec. Im Februar 2016 wechselte er in die Slowakei zu ŠK Slovan Bratislava. Nach einem halben Jahr erfolgte sein Wechsel in sein Geburtsland zum FK Sarajevo. Mit Sarajevo stand er 2017 im Pokalfinale gegen NK Široki Brijeg, erneut verpasste er nach Elfmeterschießen einen nationalen Titel. Nachdem sein Vertrag bei Sarajevo Ende November 2017 aufgelöst worden war, unterschrieb er Ende Januar 2018 einen Vertrag beim deutschen Drittligisten FC Rot-Weiß Erfurt. Im Sommer 2018 wechselte er zurück nach Bosnien zum FK Tuzla City, nach drei Spielzeiten beendete er seine Karriere auf dem Großfeld 2021 und kehrte in die Vereinigten Staaten zurück.
Im Oktober 2022 unterschrieb er einen Vertrag bei Grand Rapids, einem Franchise der neu gegründeten Major League Indoor Soccer. Er beendete die Saison 2022/23 als bester Scorer seiner Mannschaft, in den Play-offs gewann er mit dem Team die Meisterschaft. Mit einer US-amerikanischen Auswahl gewann er im Mai 2023 in der Slowakei die EMF Nations Games, ein Kleinfeldturnier.
Crnkić starb am 4. August 2023 im Alter von 30 Jahren in den Vereinigten Staaten an einem Herzinfarkt.